# 弗拉基米尔·波隆斯基
弗拉基米尔·伊万诺维奇·波隆斯基（俄语：Владимир Иванович Полонский，1893年6月5日（格里历：6月17日）—1937年10月30日），犹太人，苏联党和国家领导人。曾任阿塞拜疆共产党第一书记。

## 生平
- 1893年6月5日（格里历：6月17日）出生于沙俄托博尔斯克的一个犹太资本家家庭。本名鲁文·格尔舍维奇·波隆斯基。
- 1912年-1914年，圣彼得堡电气工人，参加工会工作，担任圣彼得堡金属工人工会中央委员会的成员。1912年加入俄国社会民主工党。
- 1914年-1917年，被捕，流放托博尔斯克省。
- 1917年3月-10月，莫斯科金属工人联合会中央委员会书记，参加十月革命。
- 1917年10月-1918年7月，莫斯科军事革命委员会委员，亚历山德罗夫斯基铁路军事革命委员会委员，莫斯科省经济委员会成员，维捷布斯克分队司令。
- 1918年8月-9月，斯摩棱斯克第一步兵师军事委员。
- 1918年10月-1919年9月，南方战线军事联络处处长，工会中央南方局讲师。
- 1919年9月-11月，东南战线铁路军事委员。
- 1919年11月-1920年3月，全俄矿工工会组织局主席。
- 1920年3月-1921年，工会中央总局南方局局长，矿工工会中央委员会组织局主席，矿工工会中央委员会书记。
- 1921年-1924年，下诺夫哥罗德省工会理事会主席。
- 1924年-1925年，全苏工会联合会中央委员会组织部主任。
- 1925年-1928年，联共（布）莫斯科州罗戈日斯科-西蒙诺夫斯基区党委书记。
- 1928年-1929年9月，联共（布）莫斯科州委组织部讲师。
- 1929年9月-1930年9月，联共（布）莫斯科州委第二书记。
- 1929年11月-1931年1月，全苏工会中央委员会总书记。
- 1930年8月-1933年2月，阿塞拜疆共产党（布）中央第一书记。期间，1930年11月-1931年9月，联共（布）高加索局党委第二书记。1931年11月-1933年2月，高加索局党委第三书记。
- 1933年1月-8月，联共（布）中央组织部指导处处长。
- 1933年7月-1935年3月，苏联铁路人民委员会政治部部长，苏联铁路第一副人民委员。
- 1935年3月-1937年5月，全苏工会中央委员会总书记。
- 1937年4月-6月，苏联通讯副人民委员。
- 1937年6月22日被捕。后被苏联最高法院军事审判庭判处死刑，10月30日执行死刑，终年44岁。葬于莫斯科顿河修道院公墓。
- 1958年平反。

波隆斯基是俄共（布）11-13大，联共（布）14-17大，第14-17次代表会议代表，第15-17届中央候补委员。

## 荣誉
- 劳动红旗勋章